# Ben Herbergs
Bernardus Mathias (Ben) Herbergs (Eygelshoven, 17 augustus 1947 – Rotterdam, 18 november 2022) was een Nederlands publicist, auteur, journalist, vertaler en uitgever. 
Hij werkte en woonde van 1971 tot zijn overlijden in 2022 in Rotterdam.

## Werk
Herbergs groeide op in een mijnwerkersgezin in het grensdorpje Eygelshoven. Na het Bernardinuscollege/Eijkhagen studeerde hij in achtereenvolgens Nijmegen en Amsterdam massacommunicatie en perswetenschappen en later sociologie aan de Rijksuniversiteit Leiden.
Hij schreef meer dan 11.000 artikelen en essays en een twintigtal non-fictieboeken over uiteenlopende onderwerpen. Als co-auteur, (mede)samensteller, tekst- of eindredacteur en uitgever was hij betrokken bij de totstandkoming van meer dan 170 andere boeken en honderden overige publicaties.
In 1968 werd hij algemeen verslaggever/reportageredacteur van Het Vrije Volk, waar hij zich onder meer bezighield met onderzoek naar ondergedoken Nederlandse oorlogsmisdadigers in het buitenland, inclusief de opsporing van een aantal voortvluchtige Waffen-SS'ers in het toenmalige West-Duitsland, onder wie de beruchte ('Hubert') Herbertus Bikker alias de Beul van Ommen.
Van 1975 tot 1988 was Herbergs werkzaam in de parlementaire dagbladjournalistiek, onder meer als Haags sociaal-economisch en politiek redacteur.
Als een van de eerste journalisten bij Nederlandse media specialiseerde hij zich in publicaties over nieuwe opkomende medisch-ethische vraagstukken als abortus, de abortuspil, kunstmatige inseminatie, donorinseminatie, in-vitrofertilisatie en erfelijke aandoeningen. Spraakmakend werden vooral zijn interviews, inside-reportages en essays over het 'laatste menselijke taboe': vrijwillige levensbeëindiging (euthanasie) of Freitod en hulp bij zelfdoding.
Herbergs maakte diverse nieuwe ontwikkelingen wereldkundig waaronder de opkomst van het fenomeen Telefonisch Vergaderen (het latere videobellen en 'teleconferencing') en de introductie van het Arnhemse experiment, ook wel bekend als "alternatieve gevangenisstraf" - de invoering bij justitie begin jaren zeventig voor veroordeelden van een aparte werk- respectievelijk taakstraf naast de toen alleen maar bestaande traditionele celstraf. Ook onthulde hij het bestaan van de eerste methadonbus, een overheidsvoertuig dat namens de gemeente Rotterdam en later ook elders rondreed om drugsverslaafden in wijken gratis afkickmiddelen c.q. heroïne-vervangers te bezorgen. Begin jaren tachtig publiceerde Herbergs uitgebreid over de mislukte industriële ontwikkeling van een kolengraafmachine voor de Amerikaanse mijnbouw bij de noodlijdende Rotterdamsche Droogdok Maatschappij (RDM). Het offshore-avontuur bij de voormalige werf leidde mede tot de ondergang van het roemruchte scheepsbouw- en machinefabriekenconcern Rijn-Schelde-Verolme (RSV).
Internationale aandacht trokken reportages eind september 1973, waarin Herbergs als eerste publiceerde over een nieuwe misdadige manier van (politieke) tegenstanders uit de weg ruimen door machthebbers in dictatoriaal bestuurde landen van Latijns-Amerika: gevangen burgers die levend in zee werden gegooid, vanuit helikopters. De nieuwsartikelen over deze zogeheten "vluchten des doods" waren onder meer gebaseerd op getuigenissen van de eerste Chileense vluchtelingen die aan de wandaden van het nieuwe regime waren ontkomen via Nederlandse ambassades, kort na de bloedige militaire staatsgreep van de generaal Augusto Pinochet tegen de wettig gekozen Chileense regering van de medicus Salvador Allende. In 1977 berichtte hij over een omvangrijke Oost-Europese wapensmokkel naar Angola en andere Afrikaanse staten, via een complex netwerk van luchtvaartmaatschappijtjes waarbij als tussenpersonen onder anderen Franse overheidsambtenaren betrokken waren.
Naast Het Vrije Volk publiceerde Herbergs in De Groene Amsterdammer en De Nieuwe Linie. Tussen 1967 en 1981 was hij tevens medewerker van Vrij Nederland, onder andere als vaste contribuant van "Bij ons in Holland", een legendarische streekschandalenrubriek op de VN-achterpagina die werd samengesteld door Martin van Amerongen.
Ook leverde hij bijdragen aan radio- en televisieprogramma’s, voor onder meer KRO, VARA en Teleac.
Herbergs' stem is een aantal malen gebruikt als voice-over voor films, documentaires en spotjes. Ook was zijn donkere stemgeluid bij omroepen te horen in radioprogramma’s.

## Euthanasie
Begin 1984 kreeg minister Brinkman van Welzijn, Volksgezondheid & Cultuur in het eerste kabinet-Lubbers, het eerste exemplaar van Laat me sterven voor ik wakker word. In dat boek beschreef Herbergs, na tien jaar onderzoek, hoe terminaal lijdenden op illegale wijze in het buitenland aan dodelijke middelen konden komen. Ook bevatte de publicatie een aantal getuigenissen, adviezen en recepten voor zelfmoord, met een pleidooi van een vooraanstaande inwoonster van Dordrecht, voor wat later bekend zou worden als de pil van Drion. Achter in het boek was - openlijk - de slechts in kleine kring bekende samenstelling afgedrukt van morfinaten als de St. Christopher's Cocktail en de Brompton-mixture, dodelijke mengsels die vaak als ‘laatste pijnbestrijding’ werden en worden gebruikt in Canadese en Britse ziekenhuizen en zogeheten hospices. De Schotse medicus dr. George B. Mair verhaalde in het boek over onorthodoxe methoden als 'plastic vuilniszakken', de verstikkingsdood, die hij door gebrekkige wetgeving in noodgeval wanhopige patiënten had moeten adviseren.
Mede doordat voor overhandiging van het geruchtmakende boek aan een minister delen van de inhoud waren uitgelekt, zag Justitie kort voor verschijning van een publicatieverbod af.
Laat me sterven voor ik wakker word, dat ook in niet-medische kring wordt beschouwd als een eerste standaardwerk voor een breed publiek over het vraagstuk van de zelfgekozen dood, bevatte beschouwingen, getuigenissen en rapportages met nieuwe feiten over de verborgen praktijk van de euthanasie in Nederland en een aantal andere landen. Om verregaand illegaal handelen in de nabije toekomst, ook door leken, tegen te gaan kwam de publicatie tot een duidelijke conclusie: een publiek - maar destijds politiek nog niet gevoerd - debat leek onontkoombaar, evenals wellicht een aanpassing van de oude strafwetsartikelen 293 en 294.
Na de boekpublicatie begon een felle campagne tegen ‘het euthanasiasme’ door de Nijmeegse filosofe en criminologe prof.dr. C.I. Dessaur (1931-2002), beter bekend onder haar literaire pseudoniem Andreas Burnier. Dessaur en Chris Rutenfrans vroegen in 1986 aandacht voor de menselijke waardigheid in het pamflet Mag de dokter doden? Ze beschuldigden parlementaire voorstanders van een nieuwe wettelijke regeling van "nazi-praktijken". De criminologe - die als kind de oorlog overleefde via vele onderduikadressen - stelde dat het bij vrijwillige euthanasie met behulp van een arts "in hoogstens 10% van de gevallen gaat om een verzoek van de patiënt zelf". Volgens de christelijke organisatie Schreeuw om Leven, die Dessaur steunde, had de hoogleraar met deze bewering het publiek "de ogen willen openen voor de gebeurtenissen in nazi-Duitsland, waar de ideologie der eugenetica haar neerslag vond in abortus, uitroeiing en euthanasie". Achteraf heeft de criminoloog Rutenfrans, nu werkzaam bij de Volkskrant, toegegeven dat de verdachtmakingen in het pamflet ten onrechte waren en dat met name Dessaur "bij onze tegenstrijd overdreven" had met betogen die slecht waren onderbouwd en "te fel van toon": "We wilden alleen het - tot dan toe onzichtbare - verzet bundelen tegen de liberalisering van medische levensbeëindiging."

## Wetenschap
In de jaren negentig publiceerde Herbergs veelal over wetenschap en techniek.
Voor de Technische Universiteit Delft was hij tot 2007 eindredacteur en later hoofdredacteur van de wetenschapstijdschriften Delft Integraal en Delft Outlook. In opdracht van dezelfde academische instelling maakte hij tevens diverse boeken over historische onderwerpen.
Ook was hij als mede-initiatiefnemer nauw betrokken bij de instelling van een permanent Delfts Gastschrijverschap resp. de totstandkoming van de Vermeerlezingenreeks, waarbij vanaf 2001 auteurs als Gerrit Krol, Henk Hofland, Hugo Brandt Corstius, Nelleke Noordervliet, Arnon Grunberg, Tijs Goldschmidt, Tommy Wieringa, A.F.Th. van der Heijden, Doeschka Meijsing en Herman Koch jaarlijks honderden aankomende ingenieurs en bèta-studenten tijdens openbare colleges en speciale "masterclasses" lieten zwoegen op ontechnische, in ieder geval zeer de verbeelding prikkelende onconventionele werkstukken.
Herbergs was aanvang jaren negentig ook de drijvende kracht achter het fenomeen Delftse stellingenboekjes, waarvan - onbedoeld, want begonnen als interne grap - vele tienduizenden exemplaren zijn verkocht. De beste stellingen zijn van hout, de eerste verzamelbundel Delftse 'techneutenhumor', beleefde binnen twee weken negen herdrukken. Stellingen van Delftse promovendi werden - in druk - ook verspreid op meer dan 100.000 suikerzakjes.

## Uitgever
Behalve als muziekliefhebber is Herbergs in boek- en grafische kring ook bekend als verzamelaar, ‘bloemlezer’ en uitgever.
Hij is samensteller van onder andere de verzamelbundel ‘voetbalgedichten’ Zeg eens bal – poëzie voor hart en knie (2000).
Op verzoek van Amsterdamse en Rotterdamse ‘medeliefhebbers’ richtte hij midden jaren negentig de onafhankelijke poëzie-uitgeverij Bèta Imaginations op.
Doel: Gedurfder uitgeven dan de traditionele concernmaatschappijen, zonder vaste subsidies, met ‘een ruim podium voor exotisch en vooral niet uitsluitend op West-Europa gericht talent’. De aanvankelijk in enkele bezemkasten gevestigde independent specialiseerde zich als een van de eerste in multi-mediaproducties.
In de nieuwe poëziereeks Dromologya werden vanaf 1998 gedichten, beeldende kunst of fotografie, met (audio)cd’s geïntegreerd of gecombineerd – soms in diverse vertalingen.
In de Dromologya-reeks zijn tot heden 14 delen verschenen.
Naar eigen zeggen "wegens onvoldoende kwaliteit" weigerde Herbergs in 2001 publicatie van een manuscript met gedichten van Paul McCartney – ook omdat de auteur/musicus een verplichte, parallelle, uitgave eiste in het Nederlands van uitsluitend eigen liedteksten uit zijn Beatles-jaren. McCartneys bundel verscheen een jaar later alsnog in aangepaste vorm bij De Bezige Bij/Thomas Rap als Blackbird Singing, een keuze uit McCartneys werk 1965-1999, in de vertaling van onder anderen Jan Donkers.
In 2003 werd Ben Herbergs als oprichter, directeur-eigenaar en uitgever de Dunya Letteren Waarderingsprijs toegekend. Die was verdiend, meende een Rotterdams juryrapport over de kleine kwaliteitsuitgeverij, omdat “in een wereld van moordende concurrentie en winstbejag sommigen van ons boeken leveren die vooral gestalte geven aan hun liefde voor de literatuur en voor de kunst. Uitgaven die bijzonder vorm worden gegeven en daardoor de massaliteit van de standaard-commerciële producten overstijgen”.
Sinds 2008 werkte Herbergs aan de grootste - digitale - bloemlezing uit de wereldpoëzie ooit.
Uit eigen bibliotheek met ruim een miljoen gedichten zullen binnen enkele jaren, met bronvermelding, vindplaatsen en aantekeningen, de 10.000 mooiste verzen uit deze collectie online toegankelijk zijn via de dichtkunstsite Rotterdam Poetry Lakes.
In samenwerking met filmer Theo van Gogh maakte Herbergs ook financieel een aantal bijzondere publicaties mogelijk zoals de productie en uitgave van de audio-cd Zilveren Eeuw (Amsterdam/Rotterdam, 2000). Daarop zijn gedichten te horen van de twintig belangrijkste Russische schrijvers uit de 20e eeuw, onder wie Poesjkin, Achmátova, Blok, Pasternak en Mandelstam. Op muziek gezet door de zanger-muzikant Dirk Polak, in een Nederlandse vertaling door de Leidse Slavistengroep van Karel van het Reve. Esther Apituley (alt-viool), Kim Soepnel (contrabas), Hans Dagelet (trompet) en andere leden van het Concertgebouworkest droegen belangeloos bij aan de muzikale compositie en uitvoering.
Herbergs behoort voorts tot het kleine gezelschap van enige tientallen Europeanen, Latijns-Amerikanen en Australiërs dat in april 2012 onverwacht toestemming kreeg voor het bijwonen van de viering van de 100ste geboortedag van de stichter van 'het meest gesloten land ter wereld', Kim Il Sung van Noord-Korea. In de nog rouwende hoofdstad Pyongyang was de amper 30-jarige zoon Kim Jong Un niet lang voor aankomst van het rondreizende buitenlandse bezoek zijn plotseling in een trein overleden vader Kim Jong Il opgevolgd. 
Een internationaal gezelschap artiesten en musici hield zich op 15 april 2012 op tussen miljoenen feestvierende Noord-Koreanen. Door een organisatorisch misverstand belandde een handvol Europeanen echter als eerste ooggetuigen ooit in de niet voor buitenlanders bedoelde massaparades van militairen en defensiematerieel, pal bij het gigantische Kim Il Sung-plein.

## Trivia
Ben Herbergs geniet de twijfelachtige wereldprimeur van de - gewelddadige - wraak van een ontstemde lezer. Met een bulldozer ramde begin 1969 de karateleraar Sai Fu ('Adje') Meijers, onder toeziend oog van gealarmeerde politiemannen, daarbij het drukkerij- en redactiepand van De Arbeiderspers/Het Vrije Volk aan het Arnhemse Gele Rijdersplein.
Bij deze 'lezersactie', waarbij eerst een standbeeld beschadigd raakte en een verkeersheuvel omver geploegd, werden de voorgevel van het krantengebouw, entree, receptie, een aangrenzende boekwinkel met delen van de kantooradministratie op de begane grond en eerste verdieping volledig verwoest. De sportschooleigenaar was eigenhandig met de gehuurde shovel van een industrieterrein naar de drukke binnenstad gereden, na persoonlijk ongenoegen over een tweeregelig - ironisch - onderschrift van Herbergs bij een foto ("O, dat kan ik ook!") van een ober die amper een uur na 'een spectaculaire oosterse vechtsportshow' van de sportleraar diens hoofdact vrijwillig herhaalde. Tot ontzetting van de sportschoolhouder sloeg een willekeurige kelner op een aangrenzend terras, op nuchtere en minder theatrale wijze, daarbij eveneens zeven opeengestapelde stenen met vlakke hand in één klap doormidden.

## Beknopte bibliografie

### Fictie
- Monoloog (Brugge/Utrecht, 1968)
- Zeg eens bal (Internationale bloemlezing van 'voetbalgedichten', samenstelling en red., Rotterdam 2000)

### Non-fictie
- Laat me sterven voor ik wakker word (Amsterdam/Brussel, 1984)
- Just Around The Corner - over de fotografie van Nout Steenkamp (Den Haag, 1994)
- De beste stellingen zijn van hout (Delft/Rotterdam, 1995)
- Watertovenaars (ed., Delft/Rotterdam 1998)
- Het paard van Damocles - nieuwe aforismen van Delftse promovendi (Rotterdam/Delft, 2000)
- Delfts goud: portretten van achttien markante hoogleraren (ed., Rotterdam/Delft 2002)
- Black Tie - monografie over mode & literatuur (i.s.m. Barbara Meijer, Rotterdam 2001)